# Mabion
Mabion S.A. ist ein polnisches Unternehmen mit Sitz in Łódź, das in der pharmazeutischen Industrie tätig ist. Es beschäftigt sich mit der Erforschung und Entwicklung von biotechnologischen    und biopharmazeutischen Arzneimitteln. Mabion SA wurde von vier pharmazeutischen polnischen Unternehmen gegründet, nämlich Celon Pharma, Polfarmex, IBSS Biomed und Genexo (zurzeit im Portfolio von Twiti Investments) sowie von zwei Unternehmen, die wissenschaftliche Forschung und Entwicklung auf dem Gebiet der Biotechnologie betreiben: BioCentrum und Biotech Consulting. Das Unternehmen ist auf die Technologie der humanisierten monoklonalen Antikörper (mAbs) spezialisiert, einer neuen Generation biotechnologischer Arzneimittel. Der Schwerpunkt liegt auf onkologischen Medikamenten zur Behandlung von Blutkrebs, Lymphomen und Leukämien, rheumatischer Arthritis sowie Brustkrebs. Es arbeitet mit dem US-amerikanischen Pharmaunternehmen Novavax auf dem Gebiet der Impfstoffe gegen COVID-19 zusammen.
Es betreibt ein eigenes Forschungs- und Entwicklungszentrum in der Sonderwirtschaftszone Łódź.
Mabion war das erste Biotechnologie-Unternehmen in Polen und war an der Warschauer Börse bis zum 29. Januar 2025 im polnischen Mittelwerteindex mWIG40 notiert.

## Aktionärsstruktur
| Aktionär          | Anteil am Grundkapital |
| ----------------- | ---------------------- |
| Twiti Investments | 16,55 %                |
| Maciej Wieczorek  | 10,63 %                |
| Polfarmex S.A.    | 09,13 %                |
| Streubesitz       | 63,7 %                 |